# 菲爾斯河

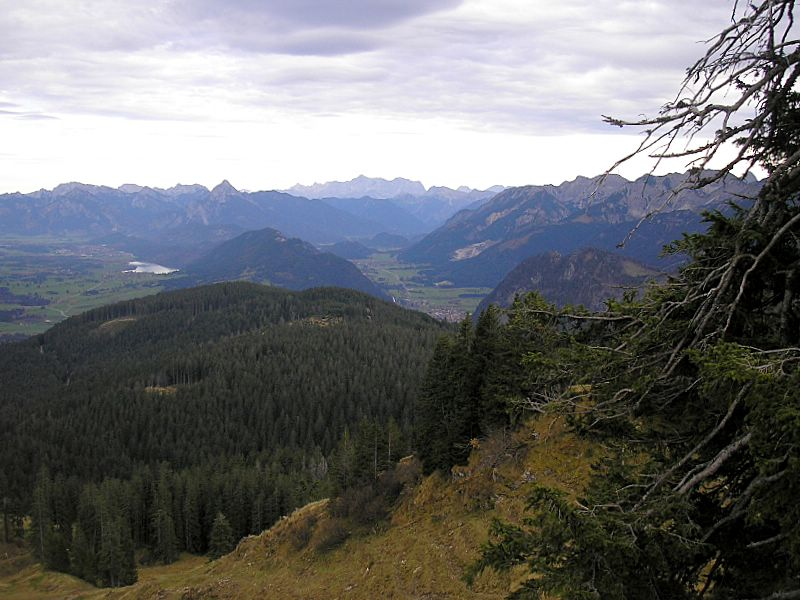

菲爾斯河（德語：Vils）是中歐的河流，流經德國巴伐利亞和奧地利蒂羅爾州，屬於萊希河的支流，河道全長30公里，流域面積199.4平方公里，平均流量每秒76.8立方米。
47°33′N 10°40′E / 47.550°N 10.667°E